# Acis ionica
Acis ionica, auch Ionische Knotenblume genannt, ist eine Pflanzenart der Gattung Acis. Sie wurde mit den acht weiteren Arten von der Gattung der Knotenblumen (Leucojum) abgespalten. Sie wurde erst 2006 als eigene Art beschrieben und galt früher als Unterart von Acis valentina. Deshalb hießen die betreffenden Exemplare früher Leucojum valentinum subsp. vlorense oder später auch Leucojum ionicum.

## Beschreibung

### Vegetative Merkmale
Acis ionica ist eine ausdauernde, Zwiebeln ausbildende geophytische Pflanze, deren Vegetationsperiode vom Spätsommer bis in den Frühling andauert. Sie wird bis 25 Zentimeter hoch.
Die wenigen Blätter erscheinen im Herbst direkt nach oder gegen Ende der Blütezeit im Oktober und ziehen im Frühjahr wieder ein. Sie sind halbaufrecht und sehr dünn und grasartig und werden etwa 12–22 cm lang. Sie haben zwei Blattscheiden.

### Generative Merkmale
Die Blüten sitzen meist zu zweit bis viert, manchmal auch einzeln oder bis zu sechst auf bis etwa 15 cm langen, endständigen doldigen Blütenständen und erscheinen von August bis Oktober. Sie sind weiß und aus sechs Perigonblättern (Tepalen) zusammengesetzt. Die äußeren drei Tepalen haben zugespitzte Enden und einen deutlich sichtbaren Mittelnerv, die inneren sind breiter und wenig bis gar nicht zugespitzt. Es sind sechs Staubblätter mit kurzen Staubfäden und langen Antheren vorhanden. Die gestielten Blüten werden etwa 1,5 cm groß und haben einen 2–4 cm langen Stiel. Es ist ein sechslappiger Diskus vorhanden.
Der unterständige Fruchtknoten mit fädigem Griffel entwickelt sich zu einer Kapselfrucht, die schwarze Samen enthält.
Die Zwiebeln sind hellbraun, zugespitzt und sitzen 5 cm tief im Boden. Sie bilden Tochterzwiebeln und vermehren sich so teils recht stark vegetativ.
Die Chromosomenzahl beträgt 2n = 16.

## Vorkommen
Acis ionica ist unter anderem auf den Ionischen Inseln vor der Westküste Griechenlands verbreitet. Man findet sie jedoch auch auf dem europäischen Festland bis nach Südwest-Albanien. Sie bevorzugt offene, warme, steinig-lehmige Standorte, so z. B. auf Trockenrasen an sonnenexponierten Hängen, kann aber auch in Felsspalten überleben.